# Corrente (álbum)
Corrente é o sétimo álbum de estúdio da grupo musical português Clã, lançado em 24 de Março de 2014.
A composição musical ficou a cargo de Hélder Gonçalves e conta com letras de Carlos Tê, Regina Guimarães, Sérgio Godinho, dos brasileiros Arnaldo Antunes e John Ulhoa (Pato Fu) e os estreantes Nuno Prata (Ornatos Violeta) e Samuel Úria.
Hélder Gonçalves é também o produtor do álbum e, para as misturas do álbum contaram com a colaboração de Darrell Thorp.

## Receção pela Crítica
A revista portuguesa Blitz deu uma avaliação de 4/5. Numa análise positiva, escreveu sobre o álbum: "Corrente encontra os Clã a borbulhar de um entusiasmo pouco comum em bandas veteranas.".
| Críticas profissionais | Críticas profissionais |
| Avaliações da crítica  | Avaliações da crítica  |
| Fonte                  | Avaliação              |
| ---------------------- | ---------------------- |
| Blitz                  | link                   |

## Faixas
| N.º | Título                 | Letras                            | Duração |  |
| 1.  | "Outra vez"            | John Ulhoa/Hélder Gonçalves       | 2:55    |  |
| 2.  | "A paz não te cai bem" | John Ulhoa/Hélder Gonçalves       | 3:20    |  |
| 3.  | "Rompe o cerco"        | Carlos Tê/Hélder Gonçalves        | 3:03    |  |
| 4.  | "Curto circuito"       | Sérgio Godinho/Hélder Gonçalves   | 3:01    |  |
| 5.  | "A ver se sim"         | Nuno Prata/Hélder Gonçalves       | 3:33    |  |
| 6.  | "Basta"                | Arnaldo Antunes/Hélder Gonçalves  | 3:18    |  |
| 7.  | "Outro mundo"          | Sérgio Godinho/Hélder Gonçalves   | 2:24    |  |
| 8.  | "Zeitgeist"            | Samuel Úria/Hélder Gonçalves      | 2:53    |  |
| 9.  | "Museu do mundo"       | Arnaldo Antunes/Hélder Gonçalves  | 4:22    |  |
| 10. | "Canção de água doce"  | Samuel Úria/Hélder Gonçalves      | 2:50    |  |
| 11. | "Artesanato"           | Sérgio Godinho/Hélder Gonçalves   | 2:53    |  |
| 12. | "Também sim"           | Regina Guimarães/Hélder Gonçalves | 2:22    |  |
| 13. | "A conta de subtrair"  | Regina Guimarães/Hélder Gonçalves | 3:16    |  |
| 14. | "Quase um quasar"      | Carlos Tê/Hélder Gonçalves        | 3:22    |  |